# Хелдер, Лиза
Лиза Хелдер (англ. Liza Helder; род. 23 мая 1989, Ораньестад, Нидерланды) — фотомодель из Арубы, победительница конкурса «Мисс Аруба 2011» состоявшийся в декабре 2011 года и представительница страны на конкурсе «Мисс Вселенная 2012».

## Мисс Аруба
У Хелдер рост 1,78 метра, на конкурсе Мисс Аруба она представляла город Ораньестад в декабре 2011 года, где она победила, и удостоилась права представлять Арубу на конкурсе Мисс Вселенная 2012.

## Мисс Вселенная 2012
Хелдер представляла Арубу на конкурсе Мисс Вселенная 2012 прошедшем в декабре 2012.